# 김호원 (1958년)
김호원(金昊源, 1958년 8월 29일 ~,  경남 밀양)은 대한민국의 공무원이다. 

## 학력
- 1977년 : 동래고등학교 졸업
- 1981년 : 부산대학교 경제학 학사
- 1987년 : 서울대학교 행정대학원 석사
- 1996년 : 캘리포니아대학교 국제관계및태평양연구대학원 석사
- 2006년 : 중앙대학교 대학원 행정학 박사

## 경력
- 1979.12 : 제23회 행정고시 합격
- 1981.04 : 상공부 행정관리담당관실 근무
- 상공부 수출진흥과 근무
- 상공부 전자부품과 근무
- 상공부 차관 비서관
- 상공부 산업피해조사제2과장
- 1996.09 : 통상산업부 장관 비서관
- 통상산업부 산업정책과장
- 1998.04 : 산업자원부 투자진흥과장
- 산업자원부 투자정책과장
- 산업자원부 생활전자산업과장
- 산업자원부 디지털전자산업과장
- 산업자원부 산업기술정책과장
- 2003.08 : 국무조정실 농수산건설심의관
- 국무조정실 산업심의관
- 2004.10 : 산업자원부 산업기술국장
- 산업자원부 산업정책구장
- 산업자원부 미래생활산업본부장
- 2008.03 : 무역위원회 상임위원
- 2009.02 : 국무총리실 규제개혁실장
- 2010.01 : 국무총리실 국정운영제2실장
- 2012.05 : 특허청장
- 경제자유구역위원회 부위원장
- 서울대 산학협력중점교수
- 대통령소속 국가지식재산위원회 민간위원
- 2021.02 ~ 2023.02 : 한국남동발전 비상임이사
- 한국남동발전 신규사업위원회 위원장
- 2021.08 ~ : 제2대 한국기술사업화협회 회장

## 수상
- 1991년 : 근정포장

## 참고
| 전임 이수원 | 제22대 특허청장 2012년 4월 26일 ~ 2013년 3월 17일 | 후임 김영민 |